# Castellers del Prat de Llobregat
Els Castellers del Prat de Llobregat són una colla castellera del Prat de Llobregat, al Baix Llobregat, que va començar a actuar a plaça l'any 2014.

## Història
El març del 2014 sorgeix una crida per crear una colla castellera a la ciutat, que obté la resposta d'un grup de persones i entitats que es decideixen a fer-ho possible organitzant diverses reunions i actes promocionals per tal de donar a conèixer la iniciativa a la resta de la població. El 21 de juny del mateix any se celebra l'assemblea constituent de la colla de Castellers del Prat de Llobregat. La junta de la Coordinadora de Colles Castelleres de Catalunya (CCCC), en la reunió del dia 8 de setembre del 2014, va admetre els Castellers del Prat com a «colla en formació» amb els Castellers de Cornellà i els Castellers de Barcelona com a padrins.
El bateig de la colla fou el 27 de juny del 2015 a la plaça de la Vila del Prat de Llobregat acompanyats d'una de les seves colles padrines, els Castellers de Cornellà i la colla dels Laietans de Gramenet. El 19 d'octubre del 2015 són admesos com a membres de ple dret de la Coordinadora.
L'any 2018, en ocasió de la seva diada, van descarregar el primer castell de set del seu historial, el 3 de 7. El segon castell de set arribaria una mica més tard aquell mateix any en forma de 4 de 7 per la Festa Major del Prat al setembre.